# Micho Russell
Micho Russell (Doolin (County Clare), 15 maart 1915 – 19 februari 1994) was een Ierse boer en tin whistle-speler.
Micho's grootvader, Austin "Rua 'Russell, werd geboren in 1838, hij trouwde met Kate Flanagan en zij kregen vijf kinderen. Micho's vader, Austin Russell, geboren in 1892, was de jongste van de familie. Zijn broer, Michael, werd  leraar en gaf les in de Liscannor Nationale School, een andere broer, Thomas, stierf in actie in de Eerste Wereldoorlog. Austin bleef in het ouderlijk huis en trouwde met Annie Maloney.
Micho was afkomstig uit een muzikale familie, zijn broer Gussie (1917 - 2004) speelde ook tin whistle en zijn broer Packie (1920-1977) speelde concertina een instrument waarop ook zijn moeder speelde. Zijn eerste concertfluit kreeg hij toen hij 16 jaar was van zijn oom John Maloney, een broer van zijn moeder.
Hij ging spelen op feestjes en danspartijen. Micho deed al spoedig mee aan diverse competities. Vanaf 1970 toerde hij met zijn tin whistle door de Verenigde Staten en Europa. In 1976 ging hij met een groep muzikanten weer naar de USA om daar te spelen op het Bicentennial Festival. In juni 1985 maakte hij nog een aantal optredens in Nederland, onder anderen in Amsterdam, Leek, Venlo, Roermond en Leiden.
Aan de Willie Clancy Summer School in Milltown Malbay was hij een van de onderwijzers: en hij schreef een aantal boeken over zijn instrument, composities en liederen. Hij is op verschillende LP’s en CD’s te beluisteren.
In zijn latere jaren, bleef zijn interesse bestaan in het opnemen van achtergrond muziek en folklore en die kennis kwam tot bloei in verschillende publicaties. Micho overleed door een auto-ongeluk op 19 februari 1994.

## Discografie
- Irish Folk Festival Live 1974 - compilatiealbum met 5 opnames van Micho Russell - 1974
- The Russell Family of Doolin, Co. Clare; Micho, Pakie and Gusie Russell. Recorded by John Tams and Neil Wayne in O'Connor's Bar, Doolin January 1974. - 1975 (Topic Records).
- Under the Cliffs of Moher. Producer: Pearse Gillmore. Xeric Records. - 1990
- The Limestone Rock. Producer: Brian O'Rourke. Heritage Recording Co. Ltd, Galway. - 1993
- Micho Russell, Traditional Country Music of Co. Clare. Productie: Neil Wayne. Free Reed.
- Ireland’s Whistling Ambassador - Micho Russell of Doolin, Co. Clare, Productie: Bill Ochs - 1995

| Jaar  | Titel                                                          | Uitgever                                               |
| ----- | -------------------------------------------------------------- | ------------------------------------------------------ |
| 1980  | The Piper's Chair                                              | Ossian Publications                                    |
| 1986  | The Piper's Chair No. 2                                        | Canal Press, N.Y.                                      |
| 1988  | The road to Aran: Songs, Folklore and Music of West of Ireland | Micho Russell, Doolin.                                 |
| 1990  | Doolin's Micho Russell                                         | N.Y.                                                   |
| 1991. | Micho's Dozen                                                  | Ennistymon Festival of Traditional Singing, Co. Clare. |
| 1992  | Music & Folklore of Doonagore                                  | Micho Russell, Doolin.                                 |

- International Standard Name Identifier: 0000 0000 2962 4870
- Library of Congress Control Number: n91050666
- MusicBrainz: e7d10349-09ad-4b6c-8aa6-9be2a6a250d1
- SNAC: w6b8845m
- Virtual International Authority File: 65647170
- WorldCat: E39PBJmttRcj9qQQ6GmG6hHHmd